# Elezioni parlamentari in Messico del 2015
Le elezioni parlamentari in Messico del 2015 si tennero il 7 giugno per il rinnovo della Camera dei deputati.

## Risultati
| Liste                                 | Maggioritario | Maggioritario | Maggioritario | Proporzionale | Proporzionale | Proporzionale | Totale seggi |
| Liste                                 | Voti          | %             | Seggi         | Voti          | %             | Seggi         | Totale seggi |
| ------------------------------------- | ------------- | ------------- | ------------- | ------------- | ------------- | ------------- | ------------ |
| Partito Rivoluzionario Istituzionale  | 11 600 911    | 30,66         | 156           | 11 638 675    | 30,65         | 47            | 203          |
| Partito Azione Nazionale              | 8 347 078     | 22,06         | 55            | 8 379 502     | 22,07         | 53            | 108          |
| Partito della Rivoluzione Democratica | 4 322 669     | 11,43         | 28            | 4 335 745     | 11,42         | 28            | 56           |
| Partito Verde Ecologista del Messico  | 2 751 112     | 7,27          | 29            | 2 758 152     | 7,26          | 18            | 47           |
| Movimento Rigenerazione Nazionale     | 3 327 839     | 8,80          | 14            | 3 346 349     | 8,81          | 21            | 35           |
| Movimento Cittadino                   | 2 421 179     | 6,40          | 10            | 2 431 923     | 6,40          | 16            | 26           |
| Partito Nuova Alleanza                | 1 480 107     | 3,91          | 1             | 1 486 952     | 3,92          | 9             | 10           |
| Partito di Incontro Sociale           | 1 319 212     | 3,49          | -             | 1 325 344     | 3,49          | 8             | 8            |
| Partito del Lavoro                    | 1 130 987     | 2,99          | 6             | 1 134 447     | 2,99          | -             | 6            |
| Partito Umanista                      | 852 941       | 2,25          | -             | 856 903       | 2,26          | -             | -            |
| Altri                                 | 277 386       | 0,73          | 1             | 277 884       | 0,73          | -             | 1            |
| Totale                                | 37 831 421    | 100           | 300           | 37 971 876    | 100           | 200           | 500          |